# سنت مارتی ده ریو کورب
سنت مارتی ده ریو کورب (به اسپانیایی: Sant Martí de Río Corb) یک منطقهٔ مسکونی در اسپانیا است که در اورژل واقع شده‌است. سنت مارتی ده ریو کورب ۳۴٫۹ کیلومتر مربع مساحت دارد.